# 1981년 미수범죄법
1981년 미수범죄법은 미수범죄를 처벌하는 영국의 제정법으로 관습법상의 미수에 대한 법률을 대체한다.

## 조항
제1조(1)의 범죄 미수의 정의는 다음과 같다:
(1) 이 조항이 적용되는 범죄를 저지를 의도로 범죄를 기수를 위한 단순한 준비를 넘어서는 행동을 하는 자는 미수범 기수가 된다.
제1조는 잉글랜드와 웨일즈에서 모든 기소 가능한 범죄에 적용된다. 단, 1967년 형법 법 (범죄자 지원 및 범죄에 대한 정보 은폐를 다루는)의 제4조 및 제5조에 따른 음모, 지원 및 부추김은 제외한다.